# Little Si
Der Little Si ist ein Berg im US-Bundesstaat Washington, der nach seinem höheren Nachbarn, dem Mount Si benannt wurde. Er ist 1.576 ft (480 m) hoch und liegt an der Westgrenze der Kaskadenkette eben östlich der Stadt North Bend. Little und Mount Si wurden nach dem Pionier Josiah „Uncle Si“ Merritt benannt.
Der Little Si ist ein vom Mount Si durch ein Tal getrennter Gipfel, der einen separaten Zugang hat. Der Einstiegspunkt zum Little Si Trail liegt etwa bei 47° 29′ 14″ N, 121° 45′ 12″ W. Der Little Si ist auch für seine Kletter- und Bouldermöglichkeiten bekannt.